# Raluca Ripan
Raluca Ripan (n. 27 iunie 1894, Iași, România – d. 5 decembrie 1972, Cluj, România) a fost o chimistă română, membră titulară a Academiei Române. Raluca Ripan a fost deputat în Marea Adunare Națională în sesiunea 1952 - 1957, aleasă în regiunea Cluj, circumscripția electorală Cluj-Nord.

## Biografie

### Copilăria
Raluca Ripan s-a născut la Iași, pe data de 27 iunie 1894, într-o familie modestă. Tătăl său, Constantin Ripan (născut în Huși), a fost inspector C.F.R.. Mama sa, Smaranda Ripan (născută tot în Huși), era absolventa unei școli profesionale de lenjerie și croitorie. Familia avusese în total nouă copii, dar au rămas în viață doar trei. Aceasta va avea o grijă deosebită pentru creșterea, pregătirea și educarea copiilor.

### Studiile generale și liceale
Raluca Ripan a terminat studiile generale și primare în orașul natal Iași. Evocând anii școlii, aceasta s-a autocaracterizat prezentând, totuși, liceul unde a învățat (Școala primară de fete Nr. 3) astfel: Liceul ieșean unde am învățat era un liceu de fete. Pe vremea aceea fetele nu prea erau îndemnate să tindă spre studii înalte, să-și formeze o cultură generală, să se pregătească pentru o profesiune. Cele mai multe urmau liceul pentru că așa era obiceiul, moda.... 
Confesiunile sale despre motivele învățării cu perseverență încă din anii de liceu sunt revelatoare: ...sincer vorbind, când eram elevă învățam cu plăcere pentru o mulțime de motive. Pentru că voiam și îmi făcea plăcere să fiu lăudată de profesori, pentru a-i bucura pe părinți și pentru acea cunună de flori pe care o primea școlarul premiant la serbarea de sfârșit de an, spre mândria lui, a profesorilor și a părinților. Sigur –afirma Raluca Ripan– pe măsură ce anii trec și te maturizezi, ești tot mai conștient că motivele pentru care trebuie să înveți sunt mult mai serioase.

### Studii universitare
Terminând liceul, Raluca Ripan s-a înscris la secția de chimie a Facultății de științe din cadrul Universității din Iași (1919). Ca studentă, ea a fost 
sârguincioasă, disciplinată și perseverentă, atât prin prezența la cursuri, dar și prin studiul individual. Raluca Ripan a depus o muncă stăruitoare în lucrările de laborator. În plus, profesorii cu care Raluca Ripan a învățat și cu ajutorul cărora s-a format în cariera sa stăruitoare sunt personalități marcante din istoria învățământului chimic, care merită să fie evocați: Petru Poni, Neculai Costăchescu, Anastasie Obregia, iar la Cluj cu Adrian Ostrogovici, Gheorghe Spacu și Emil Racoviță.
Datorită rezultatelor foarte bune pe care le-a obținut în facultate, Raluca Ripan a devenit preparator (1919), la secția de chimie minerală, cu ajutorul profesorului Petru Bogdan (1873-1944). În continuare, Raluca Ripan a fost avansată asistentă la Laboratorul de chimie fizică al Facultății de Științe a Universității din Iași (1920) și, în același an, s-a transferat ca șef de lucrări la Laboratorul de chimie anorganică al Facultății de Științe a Universității din Cluj, pentru a-și definitiva teza de doctorat. În anul 1922 a susținut la Universitatea din Cluj teza de doctorat intitulată “Aminele duble corespunzând sulfaților dubli din seria magneziană”, în fața unei comisii formată din profesorii Gheorghe Spacu, Adrian Ostrogovici și Dan Rădulescu. Raluca Ripan a obținut “doctoratul în chimie anorganică”, cu mențiunea “Summa cum laude”, devenind prima femeie din România doctor în științe chimice. De la profesorii menționați Raluca Ripan a învățat să devină “cercetător științific” însușindu-și de la ei “o instrucție de specialitate și o educație de adevărat om de știință umanist” așa cum îi plăcea să spună adeseori, când vorbea despre formarea ei. Anul 1925 a găsit-o pe Raluca Ripan conferențiar suplinitor la Facultatea de Medicină și Farmacie din Cluj, unde a ținut un curs de chimie analitică. 
În continuare, Raluca Ripan a dovedit perseverență și zel în pregătirea științifică și profesională, astfel că la 1 iulie 1930 a fost abilitată docentă în chimie, specialitatea chimie analitică, la Facultatea de Științe din Cluj, pe baza rezultatelor pozitive obținute la examenele date în conformitate cu legea învățământului superior de atunci.

## Activitate didactică
Raluca Ripan a îndeplinit și funcțiile de șef de catedră la catedra de chimie anorganică și analitică și cea de decan (1948-1953) al Facultății de Chimie a Universității din Cluj, înființate, în urma reformei învățământului din 1948, dovedind remarcabile calități organizatorice și gospodărești, o deosebită grijă pentru desfășurarea procesului didactic, instructiv-educativ și a cercetării științifice, precum și pentru viața studenților și îndrumarea lor cât mai temeinică pentru viitoarea lor profesiune.
Personalitate complexă, Raluca Ripan a fost aleasă în 1948 membru titular al Academiei Republicii Populare Române, motivarea acordării acestui înalt titlu științific fiind făcută de către academician Coriolan Drăgulescu, devenind astfel “prima femeie academician din țara noastră”. În această calitate, Raluca Ripan s-a preocupat de a crea condițiile unei munci științifice de mari proporții, de a organiza și îndruma cercetarea științifică.
Odată cu înființarea Filialei din Cluj a Academiei, în august 1949, s-a organizat un colectiv de cercetare, format din cadre didactice de la ambele Universități “V. Babeș” și “J. Bolyai”, condus de academician Raluca Ripan. De remarcat meritul deplin în înființarea Institutului de chimie (1951, pe trei secții : chimia anorganică, chimia organică, chimia fizică), în laboratoarele căruia s-au întreprins cercetări științifice privind “proprietățile combinațiilor complexe ale metalelor rare”; “înnobilarea caolinului de Aghireș” ; “urmărirea fluxului tehnologic în industria auriferă” ; “recuperarea aurului de pe deșeuri de sticlă” ; “determinarea și dozarea aurului, seleniului și telurului din minereuri, din compuși complecși” ; “concentrarea minereului de fier de la Căpuș”.
Bogata activitate științifică a academicienei Raluca Ripan i-a oferit ocazia să lege numeroase relații cu oamenii de știință și savanții reputați din multe alte țări.
Profesoara Raluca Ripan a desfășurat o activitate complexă și susținută de formare a specialistului la diferite nivele : ca profesor de chimie, ca decan, ca rector. Domnia sa recomanda tinerilor pasiunea, invitând studenții să se gândească că profesiunea pe care și-au ales-o “cere ca omul să-i dedice toată viața … și chiar de-ar avea două vieți nu ar ajunge … deoarece știința cere o mare pasiune” ; consecvența, indicându-le studenților să se deprindă cu “o severă consecvență în acumularea cunoștințelor” ; modestia, indicându-le să nu-și închipuie niciodată că știu totul ; să nu lase orgoliul să-i stăpânească spre a deveni încăpățânați acolo unde ar trebui să cedeze, spre a pierde “un sfat util sau un sfat prietenesc” sau spre a nu se îndepărta de obiectivitate.
Pentru toate acestea, cei care au cunoscut-o și au lucrat alături de ea îi vor păstra o vie și pioasă recunoștință ; pentru cei care nu au cunoscut-o, evocarea vieții și operei profesor academician Raluca Ripan poate constitui pilda vie a unei vieți de muncă perseverentă și creatoare, de pasiune și dăruire dedicate dezvoltării chimiei în România, un îndemn la muncă pentru atingerea celor mai înalte țeluri.

## Brevete de invenție
O mărturie a contribuției aduse în cercetare, a inovațiilor și rezultatelor realizate de academician Raluca Ripan și colectivele îndrumate și coordonate de dânsa sunt și “certificatele de autor” și titlurile de “inventator” obținute. Astfel, în anul 1967 “Oficiul de stat pentru invenții” a acordat certificatul de autor academicienei Raluca Ripan și chimiștilor Ignat Eger și Nicolae Bojan, din Cluj, pentru invenția “Procedeu de obținere a uraniului din minereuri”. Un alt certificat de autor este acordat academicienei Raluca Ripan și chimistului Nicolae Pascu pentru invenția “Procedeu de mărire a flotabilității minereurilor” ; în 1968 în colaborare cu chimiștii Ioan Todoruț și Alexandru Botar pentru invenția “Metoda de separare a aurului de minereurile aurifere” iar în 1970 alături de chimistul Gheorghe Pop din Cluj a primit certificat de inventator pentru invenția “Preparat de aur lichid, strălucitor, pentru decorarea sticlei de menaj și procedeu pentru obținerea acestuia”.

## Opere
- Chimie analitică calitativă. Semimicroanaliză (ediția I, 1954)
- Curs de chimie anorganică. Metaloizi (1954-1955)
- Manual de lucrări practice de chimie anorganică (1961)
- Chimia metalelor (vol. I, 1968); Chimia metalelor (vol. II, 1969)
- Tratat de chimie analitică (1973)

## Distincții
Ca urmare a recunoașterii meritelor sale, a fost aleasă membru de onoare al „Societății de chimie industrială” din Franța, precum și membru al „Societății Germane de Chimie”. Un eveniment de mare însemnătate, atât pentru Raluca Ripan cât și pentru știința chimică din România, l-a constituit decernarea titlului de doctor honoris causa din partea Universității „Nikolaus Kopernicus” din Torun, Polonia.

### Decorații
- Ordinul Muncii clasa I (14 septembrie 1953)[4]
- Ordinul Muncii clasa I (21 august 1954) „pentru merite deosebite pe tărîmul construcției de stat, economice, sociale și culturale, cu ocazia celei de a zecea aniversări a eliberării patriei noastre”[5]
- Ordinul „Steaua Republicii Populare Romîne” clasa a II-a (27 iunie 1959) „cu prilejul împlinirii a 65 de ani de la naștere, pentru merite deosebite în munca științifică și în activitatea obștească”[6]
- Medalia „40 de ani de la înființarea Partidului Comunist din Romînia” (6 mai 1961) „pentru merite în activitatea de partid și întărirea regimului democrat-popular”[7]
- titlul de Om de Știință Emerit al Republicii Populare Romîne (18 august 1964) „pentru merite deosebite în activitatea științifică”[8]
- Ordinul „Meritul Științific” clasa I (26 septembrie 1966) „pentru merite deosebite în activitatea științifică, cu prilejul Centenarului Academiei Republicii Socialiste România”[9]
- titlul de Erou al Muncii Socialiste și medalia de aur „Secera și ciocanul” (4 mai 1971) „cu prilejul aniversării a 50 de ani de la constituirea Partidului Comunist Român, [...] pentru merite deosebite în domeniul științei, artei și culturii”[10]